# Ливанско-пакистанские отношения
Ливанско-пакистанские отношения — двусторонние дипломатические отношения между Ливаном и Пакистаном. Пакистан имеет посольство в Бейруте, а Ливан имеет посольство в Исламабаде. Обе страны являются членами организации исламского сотрудничества.

## История
Между странами сложились хорошие отношения. В марте 2017 года посол Ливана в Пакистане Мона эль-Таннир сделала заявление, что между странами сложились дружественные отношения и Ливан готов дальше расширять сотрудничество с Исламской Республикой Пакистан.